# Herbert Becker (General)

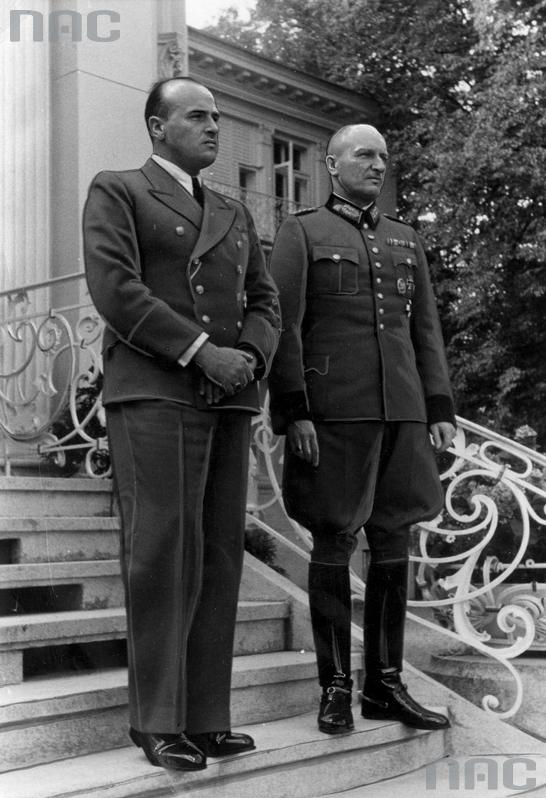
Hans Frank und Herbert Becker (1940)

Herbert Becker (* 13. März 1887 in Torgau; † 3. Januar 1974 in Gernlinden) war ein deutscher Generalleutnant der Polizei und SS-Gruppenführer im Zweiten Weltkrieg.

## Leben
Becker besuchte die Volksschule sowie das Gymnasium in seiner Heimatstadt und schloss seine Schullaufbahn 1906 mit dem Abitur ab. Danach schlug er die Laufbahn eines Berufssoldaten ein und war zunächst in Celle stationiert. Ab 1907 diente er als Leutnant beim Feldartillerie-Regiment „Hochmeister“ Nr. 72 der Preußischen Armee. Ab August 1914 nahm er am Ersten Weltkrieg teil. Im Oktober 1914 wurde er zum Oberleutnant und im Oktober 1915 zum Hauptmann befördert. Nach einer Verwundung im Juli 1915 wurde er zum Reserve-Feldartillerie-Regiment Nr. 16 versetzt, wo er Abteilungskommandeur und später Divisionsadjutant wurde. Zuletzt war er wieder beim Feldartillerie-Regiment „Hochmeister“ Nr. 72. Von Januar bis zum Oktober des Jahres 1919 kommandierte er die 3. Batterie des Leichten Artillerie-Regiment 4.
Im November 1919 trat er in den Dienst der preußischen Sicherheitspolizei ein und war in Marienwerder, Hannover, Münster, Potsdam, Berlin, Spandau sowie Bonn stationiert.
Nach der „Machtergreifung“ trat er zum 1. Mai 1933 der NSDAP bei (Mitgliedsnummer 3.144.750). Als Major wurde er im Juni 1935 Kommandeur der Schutzpolizei in Recklinghausen und im Oktober 1935 zum Oberstleutnant der Schutzpolizei und im Juni 1936 zum Oberst der Schutzpolizei befördert. Ab Mitte September 1936 war er Inspekteur der Ordnungspolizei (BdO) im Wehrkreis VI mit Dienstsitz Münster. Nach dem Anschluss Österreichs leitete er ab 19. März 1938 Marschgruppe in Graz und Wien. In Wien war er ab 9. Mai 1938 Kommandeur der Schutzpolizei und ab Juni 1938 Inspekteur der Ordnungspolizei (BdO). Am 9. November 1938 wurde Becker im Rang eines SS-Standartenführers in die SS übernommen (SS-Nummer 310.477).
Nach Beginn des Zweiten Weltkrieges war er im Zuge des Überfalls auf Polen Befehlshaber der Ordnungspolizei (BdO) im Militärbezirk Lodz und ab Ende Oktober 1939 beim Höheren SS- und Polizeiführer (HSSPF) Generalgouvernement mit Dienstsitz Krakau. Von Oktober 1940 war er BdO beim HSSPF Nordsee in Hamburg. Im April 1942 kehrte er nochmals auf seinen Posten als BdO nach Krakau zurück. Ab Juli 1943 war er Generalinspekteur der Schutzpolizei im Hauptamt Ordnungspolizei, wo er zusätzlich noch im April 1945 den Arbeitsstab Süd leitete.
Nach dem Krieg hatte er seinen Wohnsitz in Gauting.

## Auszeichnungen
| Beckers SS- und Polizeiränge | Beckers SS- und Polizeiränge                     |
| Datum                        | Rang                                             |
| ---------------------------- | ------------------------------------------------ |
| November 1938                | SS-Standartenführer                              |
| August 1939                  | SS-Oberführer                                    |
| April 1940                   | SS-Brigadeführer und Generalmajor der Polizei    |
| April 1942                   | SS-Gruppenführer und Generalleutnant der Polizei |

- Eisernes Kreuz (1914) II. Klasse und I. Klasse
- Ehrendegen des Reichsführers SS
- SS-Ehrenring